# Луи Прима
Лу̀и Прѝма (на английски: Louis Prima) е американски актьор, певец, тромпетист и автор на песни от италиански произход, наричан Кралят на суинга.

## Биография
Прима е роден на 7 декември 1910 г. в Ню Орлиънс в семейство на музиканти, преселили се от Сицилия.
През 1920-те години започва да свири на тромпет в групата на своя брат Леон Прима. През 1933 г. прави първия си запис като член на оркестъра на Дейвид Роуз в Чикаго.
Следващата година се премества в Ню Йорк, където скоро оглавява собствена група, съставена главно от негови познати от Ню Орлиънс. През 1936 г. песента му Sing Sing Sing се превръща в голям хит, а с времето става и един от стандартите на суинга.
Малко по-късно Прима се премества в Лос Анджелис. Той продължава да свири с групата си в цялата страна и участва в няколко кинофилма. През 1940 г. сформира биг бенд, в който той е основният вокалист. През 1947 г. към групата се присъединява певицата Кати Рикарди, заменена две години след това от Кийли Смит, която по-късно става съпруга на Луи Прима. Биг бендът на Прима просъществува до началото на 50-те години.
По това време Луи Прима започва с Кийли Смит свое постоянно шоу в Лас Вегас, което се превръща в голям успех и възстановява популярността му. През 1959 г. двамата печелят наградата Грами за най-добро изпълнение на вокална група за песента „That Old Black Magic“. През следващите години Прима продължава да издава албуми и участва в няколко музикални филма. Озвучава Крал Луи и изпълнява песента I Wan'na Be like You в анимационния филм на Уолт Дисни „Книга за джунглата“ през 1967 г.
През 1973 г. Луи Прима получава лек инфаркт, а 2 години по-късно се установява, че има тумор на главния мозък. След операция за отстраняването му изпада в кома и не се възстановява до края на живота си.
Луи Прима умира в Ню Орлиънс на 24 август 1978 г.